# Wagenburg

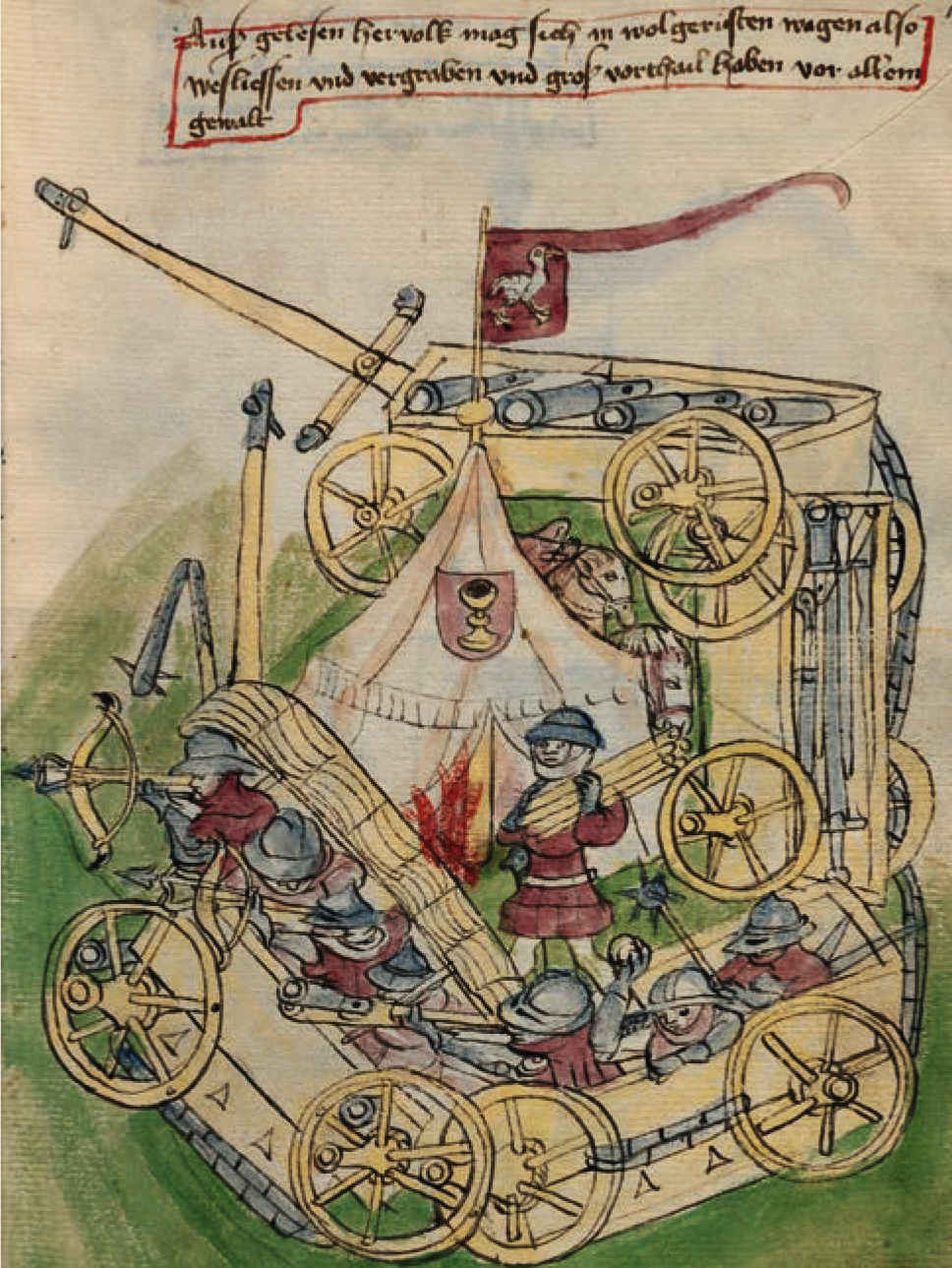
Zeitgenössische Darstellung einer hussitischen Wagenburg aus dem 15. Jahrhundert

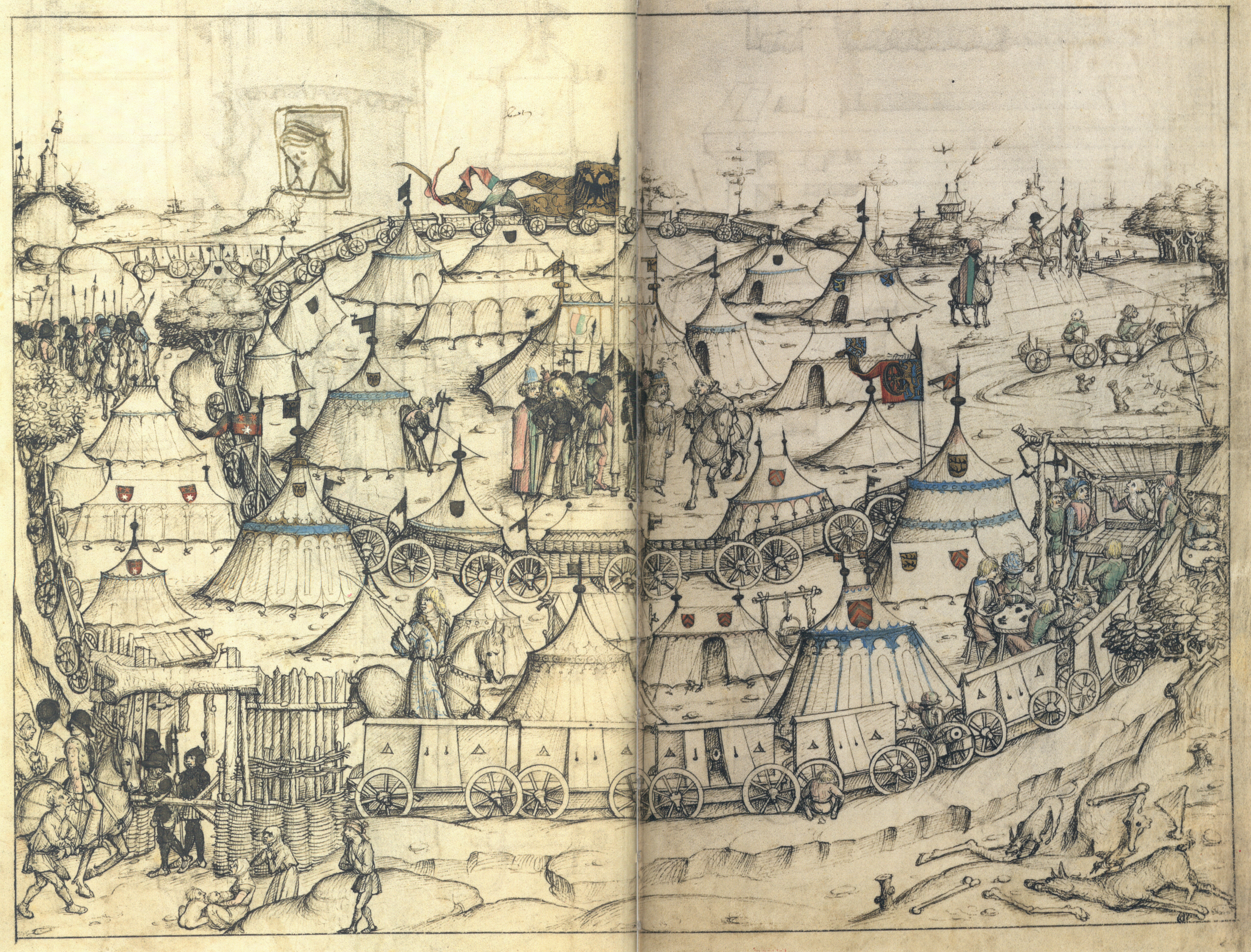
Darstellung einer spätmittelalterlichen Wagenburg im Mittelalterlichen Hausbuch von Schloss Wolfegg, spätes 15. Jahrhundert

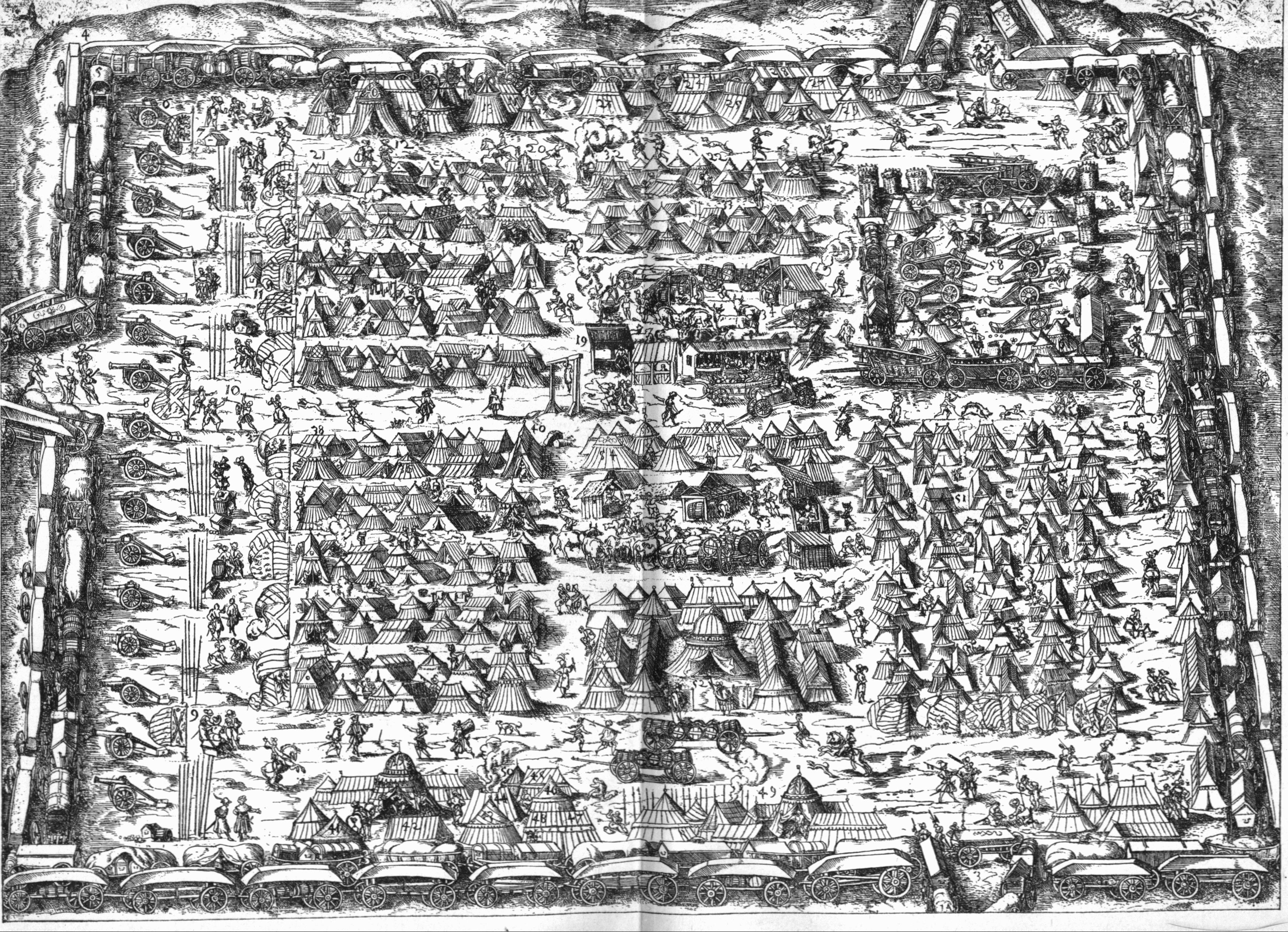
Zweireihige Wagenburg als Feldlager im 16. Jahrhundert, links, oben und unten sind Ausfalltore erkennbar.

Als Wagenburg werden zu einer Defensivformation aufgefahrene Wagen eines Wagenparks bezeichnet, die zum Übernachten oder Verschanzen eine ähnliche Funktion wahrnehmen wie Wallanlagen oder Mauern bei Festungen oder Burgen. Als Form kommen bei Wagenburgen in erster Linie Kreis oder Viereck, je nach Gelände aber auch andere geometrische Figuren in Frage. Sie sind seit ältester Zeit als zweckmäßiges Schutz- und Verteidigungsmittel bekannt und wurden von Nomaden, wandernden Völkern und ziehenden Armeen verwendet. Bekannteste Beispiele sind die Wagenburgen der germanischen Völker und der Hussiten.
Der Begriff Wagenburgmentalität bezeichnet ein Abschotten gegenüber Fremden.

## Geschichte
Der älteste schriftliche Nachweis über die Verwendung von Wagenburgen findet sich in dem Drama Die Phönikerinnen von Euripides (5. Jahrhundert vor Christus). Es ist jedoch anzunehmen, dass schon lange vorher während längerer Märsche aus den Trossfahrzeugen der Armeen Feldlager im Stil von Wagenburgen aufgefahren wurden. Historisch nachgewiesen ist die Verwendung von Wagenburgen für wandernde Germanenstämme, die sie auch während der Schlacht als Rückzugspunkt oder letzte Bastion nutzten. Beispiele für ein solches Vorgehen bieten etwa die Schlachten von Aquae Sextiae (102 v. Chr.), Vercellae (101 v. Chr.) und Adrianopel (378 n. Chr.). Im Mittelalter werden Wagenburgen zu verschiedenen Zeiten erwähnt, dringen aber mit den Hussitenkriegen wieder ins allgemeine Bewusstsein. Wie die Völker während der Völkerwanderungen völlig auf die Wagen angewiesen, entwickelten die Hussiten großes Geschick im schnellen Bilden von Wagenburgen. Die Hussiten fuhren in der Schlacht bei Tachau (1427) 3.600 Wagen zu einer Wagenburg zusammen. 1447 wird das Manövrieren einer Wagenburg durch die Stadt Erfurt beschrieben. Auch in Ungarn war der Einsatz von Wagenburgen seit der Schlacht bei Muhi üblich. Falls nicht ohnehin bekannt, gelangte das Wissen über die Wagenburgen von dort in das Osmanische Reich. Bei ihrem Sieg über die Ungarn in der Schlacht von Mohács (1526) bedienten sich die Osmanen einer Wagenburg. Auch während des Deutschen Bauernkriegs im frühen 16. Jahrhundert wurden Wagenburgen verwendet. In der jüngeren Neuzeit fand die Wagenburg bei den Siedlern des Wilden Westens und bei den Buren Anwendung, der Begriff wird zudem als Bezeichnung für Wagenplätze verwendet.

## Aufbau und Anwendung
Die Idee, aus den im Tross ohnehin mitgeführten Wagen eine Deckung für die nächtlichen Lager oder im Fall eines Angriffs zu bilden, ist naheliegend. Dank verschiedener, stellenweise zwar phantastischer, sonst aber glaubwürdiger Berichte aus der Zeit der Hussiten ergibt sich ein weitgehend klares Bild der hussitischen Wagenburg („Tabor“) aus dem 15. Jahrhundert.
Der Zug bestand demnach aus reinen Trossfahrzeugen und aus Mannschaftswagen; letztere waren mit je ca. 20 Kämpfern besetzt, bewaffnet mit Dreschflegeln und Spießen, Handrohren, Armbrüsten und Bögen. Durch Signalflaggen geregelt, die auf dem Spitzen- und dem Schlussfahrzeug jeder Reihe aufgezogen waren, wurde die Wagenburg aus der Bewegung zu kreisförmigen Reihen dicht nebeneinander stehender Wagen aufgefahren. Innerhalb dieses äußeren Kreises wurde aus den Trossfahrzeugen ein ebenfalls zweireihiger innerer Kreis oder eine innere Wagenburg gebildet. Nach dem Ausschirren der Zugtiere wurden die Deichseln mit dem davor stehenden Wagen mit Ketten verbunden. Dabei wurde darauf geachtet, mehrere Ausfallöffnungen im Kreis zu lassen, die durch spanische Reiter geschlossen oder durch mit Setztartschen bewehrte Wagenlenker gesichert wurden. Um ein Unterkriechen der Wagen zu verhindern und als Deckung gegen Beschuss konnten Bretter von den Bracken herabgeklappt werden, zusätzlich wurden die Räder so weit es ging rasch mit Erdaufwürfen bedeckt. Auf den äußeren Wagen waren Kanonenrohre („Tarasnitzen“) so festgebunden, dass sie nach außen schießen konnten. Der angreifende Feind wurde nach einem Feuerschlag mit diesen Geschützen von den auf den Wagen erhöht stehenden Verteidigern bekämpft und zum Stillstand gebracht. Im entscheidenden Moment brachen aus den Ausfalltoren die Verteidiger mit Schwertern, Morgensternen und Dreschflegeln zum Gegenangriff hervor, während aus dem hinteren Tor die innerhalb der Wagenburg im Hintergrund bereitgehaltene Reiterei herausbrach, um die Seiten der Wagenburg herumstürmte und den Feind in den Flanken angriff oder verfolgte.

## Taktischer Wert
Der taktische Nutzen der Wagenburg liegt hauptsächlich darin, die sonst eher hinderlichen Trossfahrzeuge auch im Gefecht einem positiven Zweck zuführen zu können. Die Verteidigung wird durch die Möglichkeit, sich auf diese mobile Befestigung abstützen zu können, nachhaltig gestärkt. Die Zeit, die zur Errichtung der Befestigung benötigt wird, ist wesentlich kürzer als die zum Errichten eines Standlagers in der Art der römischen Legionen. Energie und Kampfkraft der Besatzung werden nicht für Schanzarbeiten verbraucht, sondern bleiben für das eigentliche Gefecht beinahe vollständig erhalten. Die Bekämpfung von Wagenburgen durch Reiterei war kaum möglich, sie mussten mühsam im abgesessenen Kampf erobert werden. Mit dem Aufkommen der Feuerwaffen bot die Wagenburg zudem die Möglichkeit zur gedeckten Aufstellung von Geschützen wie Tarasnitzen (Terrabüchsen) und Haubitzen.
Wagenburgen sind rein defensive Einrichtungen, haben also bezogen auf das Gefecht keinen positiven, auf Lösung oder Beendigung des Konflikts gerichteten Zweck. Die Wagenburg kann keine Entscheidung erzwingen, sondern ist zum passiven Dulden gezwungen. Erst die vorbedachte Aussparung von Ausfallpforten in der Wagenburg ermöglicht Gegenangriffe, die nötig sind, um dem Gefecht einen positiven Zweck zu verleihen. Dadurch kann die Wagenburg aber auch im Rahmen offensiv-defensiver Feldzüge, wie auch von den Hussiten bewiesen, Wert erlangen. Besonders nachdem die Waffenentwicklung zu taktischer Auflockerung zwang und den Angreifer in die Lage versetzte, jede über Bodenhöhe aufragende Deckung schlagartig zu beseitigen, hatte die Wagenburg im Gefecht ihren defensiven Wert verloren.

## Legenden
Schilderungen aus der Zeit der Hussitenkriege und danach berichten von phantastischen Manövern, die mit den Wagen vollbracht worden sein sollen. Danach wurden die Wagen und die Wagenburg auch offensiv verwendet. Auf das Zeichen des Anführers sollen sich die Wagenkolonnen geteilt haben und in langen Reihen in das feindliche Heer eingefahren sein. Dadurch seien die feindlichen Truppen voneinander getrennt worden, verirrten sich in den nur den Hussiten bekannten, labyrinthischen Irrgängen und konnten dank der künstlich herbeigeführten Übermacht der Wagenbesatzungen leicht zwischen den Wagen niedergemacht werden. Ein anderes Manöver bestand angeblich darin, dass die Wagen beim Auffahren zur Wagenburg schnell einen Teil des feindlichen Heeres umfuhren und dadurch in der entstehenden Wagenburg einschlossen, wo er wiederum mit Leichtigkeit vernichtet und die Gesamtstreitmacht des Feindes geschwächt werden konnte. Schon Delbrück verwarf diese Vorstellungen nach kritischer Quellenanalyse. Er wies darauf hin, dass diese Manöver schon durch den Ausfall eines Pferdes empfindlich gestört wurden. Außerdem wäre es unlogisch, dass der Gegner das Herumfahren in seinen Reihen geduldet hätte.

## Planwagenwestern
Vor dem Amerikanischen Bürgerkrieg wurde der Westen der Vereinigten Staaten von Amerika vor allem zu Fuß, zu Pferde, mit Kutschen und Planwagen über den Oregon Trail erschlossen. Mit dem Ausbau der Eisenbahn von Osten bis nach Los Angeles verloren diese Siedlertrecks an Bedeutung. Im Genre der sog. Planwagenwestern gehörte die Bildung einer Wagenburg bei Indianerangriffen zu den narrativen und dramaturgischen Standardszenarien.